# River Len
Der River Len ist ein Wasserlauf in Kent, England. Er entsteht im Südosten von Harrietsham und fließt zunächst in südlicher Richtung unter der Autobahn M20, um sich dann südlich der Autobahn nach Nordwesten zu wenden und dabei dem Verlauf der Autobahn zu folgen. Der River Len wendet sich dann jedoch etwas weiter nach Westen und bewässert den Graben des Leeds Castle. Nördlich des Schlosses wendet sich der Flusslauf noch stärker nach Westen. Der River Len fließt durch Maidstone und mündet im Zentrum des Ortes in den River Medway.